# منتخب صربيا الأولمبي لكرة القدم
منتخب صربيا الأولمبي لكرة القدم  هو ممثل صربيا الرسمي في المنافسات الدولية في كرة القدم 
.